# Rio de Couros
Rio de Couros é uma povoação portuguesa do Município de Ourém que foi sede da extinta Freguesia de Rio de Couros, freguesia que tinha 18,08 km² de área e 1 877 habitantes (2011), e, por isso, uma densidade populacional de 103,8 hab/km².
A Freguesia de Rio de Couros foi extinta em 2013, no âmbito de uma reforma administrativa nacional, tendo sido agregada à Freguesia de Casal dos Bernardos para formar uma nova freguesia denominada União das Freguesias de Rio de Couros e Casal dos Bernardos..
Além de Rio de Couros, faziam parte desta freguesia outras localidades, entre as quais Casal do Ribeiro, Marta, Sandoeira, Carvalhal de Cima, Carvalhal do Meio, Carvalhal de Baixo, Águas Formosas, Casal dos Secos, Casal Domingos João, Engenhos, Valongo e Castelejo e Casal de Baixo.

## História
No ano de 1729, o bispo de Leiria D. Álvaro de Abranches e Noronha, criou a freguesia de Rio de Couros, desanexando-a da Freixianda.
Na escadaria antiga junto à igreja matriz é possível ver um túmulo e epígrafe romana, o que atesta a sua antiguidade.
Foi também conhecida como a cidade de Raquel durante a ocupação moura.
Nesta freguesia realiza-se a mais antiga feira franca do Concelho de Ourém. Trata-se da Feira que todos os anos se realiza em 8 de Setembro.

## População
| População da freguesia de Rio de Couros | População da freguesia de Rio de Couros | População da freguesia de Rio de Couros | População da freguesia de Rio de Couros | População da freguesia de Rio de Couros | População da freguesia de Rio de Couros | População da freguesia de Rio de Couros | População da freguesia de Rio de Couros | População da freguesia de Rio de Couros | População da freguesia de Rio de Couros | População da freguesia de Rio de Couros | População da freguesia de Rio de Couros | População da freguesia de Rio de Couros | População da freguesia de Rio de Couros | População da freguesia de Rio de Couros |
| --------------------------------------- | --------------------------------------- | --------------------------------------- | --------------------------------------- | --------------------------------------- | --------------------------------------- | --------------------------------------- | --------------------------------------- | --------------------------------------- | --------------------------------------- | --------------------------------------- | --------------------------------------- | --------------------------------------- | --------------------------------------- | --------------------------------------- |
| 1864                                    | 1878                                    | 1890                                    | 1900                                    | 1911                                    | 1920                                    | 1930                                    | 1940                                    | 1950                                    | 1960                                    | 1970                                    | 1981                                    | 1991                                    | 2001                                    | 2011                                    |
| 652                                     | 774                                     | 954                                     | 1 126                                   | 1 428                                   | 1 608                                   | 1 624                                   | 2 118                                   | 2 601                                   | 2 666                                   | 2 611                                   | 2 278                                   | 1 901                                   | 2 136                                   | 1 877                                   |

| Distribuição da População por Grupos Etários | Distribuição da População por Grupos Etários | Distribuição da População por Grupos Etários | Distribuição da População por Grupos Etários | Distribuição da População por Grupos Etários | Distribuição da População por Grupos Etários | Distribuição da População por Grupos Etários | Distribuição da População por Grupos Etários | Distribuição da População por Grupos Etários | Distribuição da População por Grupos Etários |
| -------------------------------------------- | -------------------------------------------- | -------------------------------------------- | -------------------------------------------- | -------------------------------------------- | -------------------------------------------- | -------------------------------------------- | -------------------------------------------- | -------------------------------------------- | -------------------------------------------- |
| Ano                                          | 0-14 Anos                                    | 15-24 Anos                                   | 25-64 Anos                                   | > 65 Anos                                    |                                              | 0-14 Anos                                    | 15-24 Anos                                   | 25-64 Anos                                   | > 65 Anos                                    |
| 2001                                         | 375                                          | 313                                          | 1 056                                        | 392                                          |                                              | 17,6%                                        | 14,7%                                        | 49,4%                                        | 18,4%                                        |
| 2011                                         | 248                                          | 218                                          | 948                                          | 463                                          |                                              | 13,2%                                        | 11,6%                                        | 50,5%                                        | 24,7%                                        |